# Bič (biologija)
Bičevi ili flagele (lat. flagellum, u množini flagella) najčešći su organi za pokretanje nekih štapićastih bakterija. To su končaste tvorevine duljine 12-25 mikrometara, izbijaju iz bazalnih tjelešaca, a iznutra su šuplje.

## Svojstva
Nastaju u loptastim tjelešcima, koja se zovu bazalne granule, a nalaze se u staničnoj stijenci. Običnim mikroskopom ne vide se ni obojane jer su vrlo tanke (oko 10 nm). Građene su od proteina flagelina. Sadrži flagelarni H-antigen. Na duljinu bičeva utječu mnogi faktori. Dobro se razvijaju u tekućim hranilištima i površini mekih podloga, a na tvrdim i u prisutnosti fenola slabije. Mogu i potpuno nestati, pa nestaje i H-antigen. To je ipak samo privremena promjena. Broj i razmještaj bičeva tipičan je za neku vrstu.

## Opis
Dlakolika struktura koja prvenstveno djeluje kao organela kretanja u stanicama mnogih živih organizama. Flagele, karakteristične za skupinu protozoa Mastigophora, pojavljuju se i na spolnim stanicama algi, gljiva, mahovina, sluzavih plijesni i životinja. Gibanje flagelama uzrokuje strujanje vode potrebno za disanje i cirkulaciju u spužvama i crijevima. Većina pokretnih bakterija kreće se pomoću flagela.
Struktura i obrazac kretanja prokariotskih i eukariotskih flagela su različiti. Eukarioti imaju jedan do više flagela, koje se kreću na karakterističan način poput biča. Bičevi po svojoj strukturi vrlo nalikuju ciliumu. Jezgra je snop od devet pari mikrotubula koji okružuju dva središnja para mikrotubula (tzv. raspored devet plus dva); svaki mikrotubul se sastoji od proteina tubulina. Koordinirano klizanje ovih mikrotubula daje kretanje. Baza flageluma je usidrena za stanicu bazalnim tijelom.
Bakterijske bičeve su spiralno oblikovane strukture koje sadrže protein flagelin. Baza flageluma (kuka) blizu površine stanice pričvršćena je na bazalno tijelo zatvoreno u ovojnici stanice. Flagellum se okreće u smjeru kazaljke na satu ili suprotno od njega, u kretanju sličnom pokretu propelera.
Kretanje eukariotskih flagela ovisi o energiji adenozin trifosfata (ATP), dok ono kod prokariota svoju energiju crpi iz protonske pokretačke sile ili ionskog gradijenta kroz staničnu membranu.

## Razmještaj i broj bičeva
Po razmještaju, flagele mogu biti:
- polarne (na jednom kraju),
- bipolarne (na oba kraja),
- peritrihijalne (po cijeloj površini).

Po broju bičeva razlikujemo:
- monotrihe (jedan bič na jednom polu),
- amfitrihe (na oba pola po jedan ili više bičeva),
- lofotrihe (na jednom polu, snop bičeva),
- peritrihe (bičevi po cijelom tijelu).